# ボーフール＝ドリュヴァル
ボーフール＝ドリュヴァル（仏: Beaufour-Druval）は、フランスのノルマンディー地域圏、カルヴァドス県に属するコミューン。

## 地理
県都カーンから西に30km、リジューからは北西に15kmほどいった丘陵地に位置する。この地方の多くの農村と同じく、特段大きな集落はなく、いくつかの小集落または一軒家を括り一つのコミューンとしている。ボーフール＝ドリュヴァルを流れる河川としてはドリュヴァル川、コードミュッシュ川などが挙げられる。北でクレセーヴイユと、南東でボヌボスクやオヴィラールと、南でルパンティニーと、南西でジェロと、西でサン＝ジュワンと、北西でサン＝レジェール＝デュボスクとそれぞれ接する。

## 歴史
1973年、ボーフールとドリュヴァルの2つのコミューンが合併し誕生した。

## 行政
- 首長 - ジャン＝ピエール・メルシェ（Jean-Pierre Mercher、無所属、2008年3月から） 農夫
- 前首長 - ジェラール・デスヴォイ（Gérard Desvoye、無所属） 農夫

## 人口の推移[1]
| 1962年 | 1968年 | 1975年 | 1982年 | 1990年 | 1999年 | 2007年 |
| ------ | ------ | ------ | ------ | ------ | ------ | ------ |
| 314    | 317    | 239    | 293    | 323    | 362    | 424    |